# Roddy Connolly
Roddy Connolly, född 11 februari 1901, död 16 december 1980 var en irländsk kommunistisk politiker. Son till James Connolly.